# Женская сборная Канады по хоккею с шайбой
Же́нская сбо́рная Кана́ды по хокке́ю с ша́йбой — профессиональная спортивная команда, которая представляет Канаду на международных турнирах по хоккею с шайбой. Управляется Федерацией хоккея Канады. Главный тренер сборной — Дэн Чёрч. По состоянию на 2011 год, в Канаде насчитывается 85 624 женщины — игроков в хоккей с шайбой. Является одной из сильнейших и самой титулованной сборной, десять раз становясь чемпионами мира и пять раз — чемпионом Олимпийских игр.

## Выступления на Олимпийских играх
- 1998 — Серебряная медаль
- 2002 — Чемпион
- 2006 — Чемпион
- 2010 — Чемпион
- 2014 — Чемпион
- 2018 — Серебряная медаль
- 2022 — Чемпион

## Выступления на чемпионатах мира
- 1990 — Чемпион
- 1992 — Чемпион
- 1994 — Чемпион
- 1997 — Чемпион
- 1999 — Чемпион
- 2000 — Чемпион
- 2001 — Чемпион
- 2003 — чемпионат не состоялся
- 2004 — Чемпион
- 2005 — Серебряная медаль
- 2007 — Чемпион
- 2008 — Серебряная медаль
- 2009 — Серебряная медаль
- 2011 — Серебряная медаль
- 2012 — Чемпион
- 2013 — Серебряная медаль
- 2015 — Серебряная медаль
- 2016 — Серебряная медаль
- 2017 — Серебряная медаль
- 2019 — Бронзовая медаль
- 2021 — Чемпион
- 2022 — Чемпион
- 2024 — Чемпион

## Текущий состав

### Состав наЗимние Олимпийские игры 2014
| Номер | Имя                    | Позиция    | Хват   | Рост, см | Вес, кг | Дата рождения | Клуб                        |
| ----- | ---------------------- | ---------- | ------ | -------- | ------- | ------------- | --------------------------- |
| 1     | Шэннон Сабадош         | Вратарь    | Левый  | 175      | 65      | 06.08.1986    | НЭЙТ Оукс                   |
| 2     | Меган Агоста           | Нападающий | Левый  | 168      | 67      | 12.02.1987    | Монреаль Старз              |
| 3     | Жоселин Ларок          | Защитник   | Левый  | 170      | 63      | 19.05.1988    | Калгари Инферно             |
| 5     | Лорин Ружо             | Защитник   | Левый  | 173      | 75      | 12.04.1990    | Корнелл Биг Ред             |
| 6     | Ребекка Джонстон       | Нападающий | Левый  | 170      | 67      | 24.09.1989    | Торонто Фуриес              |
| 8     | Лаура Фортино          | Защитник   | Левый  | 164      | 62      | 30.01.1991    | Корнелл Биг Ред             |
| 9     | Дженнифер Уэйкфилд     | Нападающий | Правый | 175      | 77      | 15.01.1989    | Торонто Фуриес              |
| 10    | Джиллиан Эппс          | Нападающий | Левый  | 180      | 80      | 02.11.1983    | Брэмптон Тандер             |
| 12    | Меган Миккелсон        | Защитник   | Правый | 175      | 67      | 04.01.1985    | Калгари Инферно             |
| 13    | Каролин Уэллетт (К)    | Нападающий | Левый  | 180      | 77      | 25.05.1979    | Монреаль Старз              |
| 15    | Мелоди Дауст           | Нападающий | Левый  | 163      | 71      | 07.01.1992    | Макгилл Марлетс             |
| 16    | Джейна Хеффорд (А)     | Нападающий | Левый  | 163      | 63      | 14.05.1977    | Брэмптон Тандер             |
| 18    | Кэтрин Уорд (А)        | Защитник   | Левый  | 168      | 67      | 27.02.1987    | Монреаль Старз              |
| 19    | Брианн Дженнер         | Нападающий | Правый | 175      | 70      | 04.05.1991    | Корнелл Биг Ред             |
| 21    | Хейли Ирвин            | Нападающий | Левый  | 170      | 78      | 06.01.1988    | Монреаль Старз              |
| 22    | Хейли Виккенхайзер (А) | Нападающий | Правый | 178      | 77      | 12.08.1978    | Калгари Динос               |
| 24    | Натали Спунер          | Нападающий | Правый | 178      | 80      | 17.10.1990    | Торонто Фуриес              |
| 27    | Тара Уоткорн           | Защитник   | Левый  | 178      | 76      | 30.05.1990    | Калгари Инферно             |
| 29    | Мари-Филип Пулен       | Нападающий | Левый  | 169      | 72      | 28.03.1991    | Бостон Университет Тереьерс |
| 31    | Женевьев Лакасс        | Вратарь    | Левый  | 173      | 64      | 05.05.1989    | Бостон Блэйдз               |
| 32    | Шарлин Лабонте         | Вратарь    | Левый  | 175      | 72      | 15.10.1982    | Монреаль Старз              |

По данным: IIHF.com и Eurohockey.com